# Leichtathletik-Weltmeisterschaften 2009/400 m der Frauen

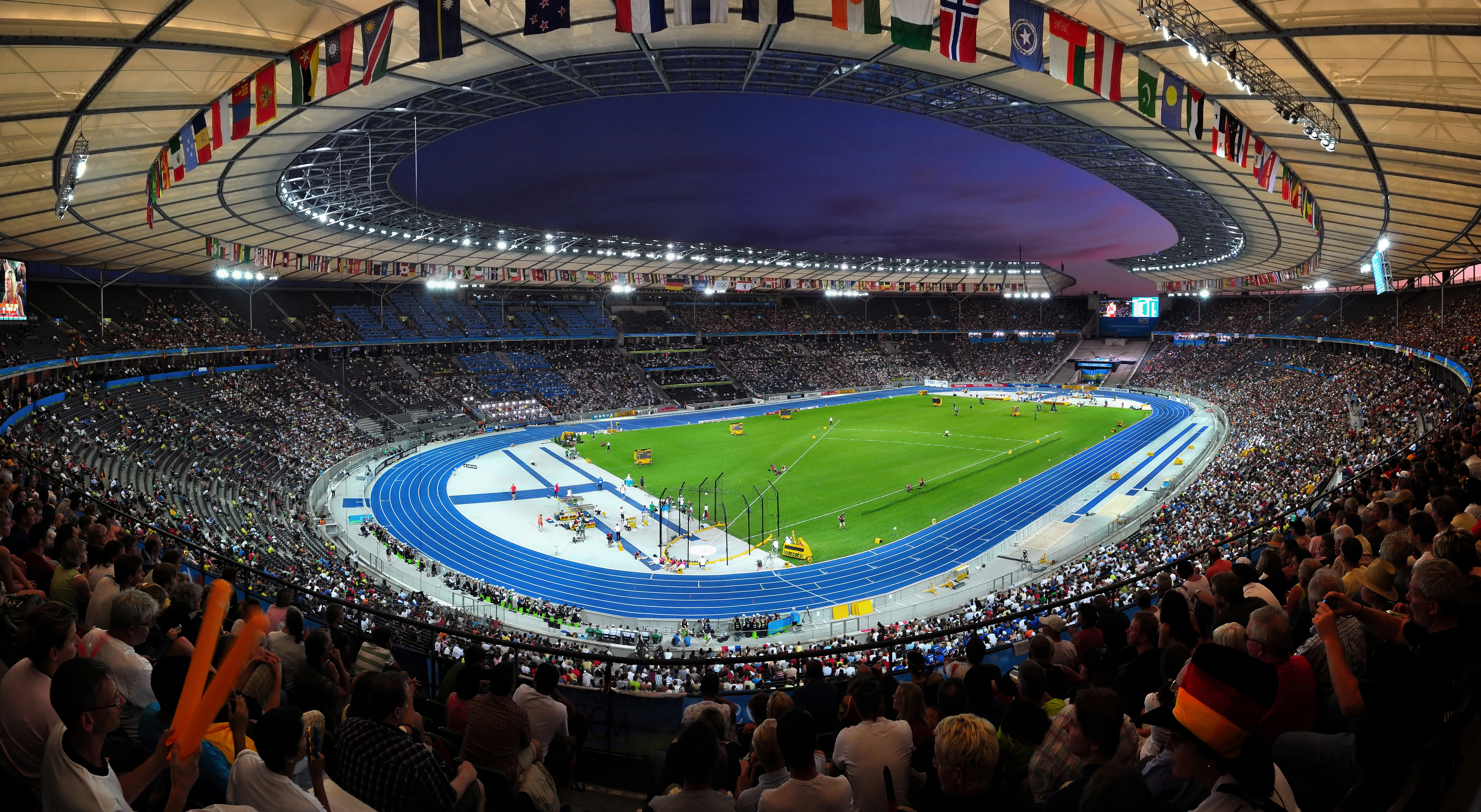
Das Berliner Olympiastadion während der Leichtathletik-Weltmeisterschaften

Der 400-Meter-Lauf der Frauen bei den Leichtathletik-Weltmeisterschaften 2009 wurde vom 15. bis 18. August 2009 im Olympiastadion der deutschen Hauptstadt Berlin ausgetragen.
Es siegte die US-amerikanische Vizeweltmeisterin von 2005 und Olympiadritte von 2008 Sanya Richards. Sie war mit der 4-mal-400-Meter-Staffel ihres Landes außerdem zweifache Olympiasiegerin (2004/2008) und zweifache Weltmeisterin (2003/2007) Auch hier in Berlin gewann sie mit dieser Staffel am Schlusstag eine weitere Goldmedaille.

Silber ging an die Olympiazweite von 2008 Shericka Williams aus Jamaika. Sie hatte als Mitglied der jamaikanischen 4-mal-400-Meter-Staffel zweimal WM-Silber (2005/2007) und 2008 Olympiabronze gewonnen. Auch bei diesen Weltmeisterschaften gab es wieder Staffelsilber für sie.

Bronze errang die Russin Antonina Kriwoschapka. Am Schlusstag gab es für sie darüber hinaus Staffelbronze.

## Bestehende Rekorde
| Weltrekord | 47,60 s | Marita Koch           | Canberra, Australien          | 6. Oktober 1985 |
| WM-Rekord  | 47,99 s | Jarmila Kratochvílová | WM 1983 in Helsinki, Finnland | 10. August 1983 |

Der seit den ersten Weltmeisterschaften 1983 bestehende WM-Rekord blieb auch hier in Berlin ungefährdet. Weltmeisterin Sanya Richards verfehlte ihn im Finale um 1,01 Sekunden.
Es wurden eine Weltjahresbestleistung und ein Landesrekord aufgestellt.
- Weltjahresbestleistung: 49,00 s – Sanya Richards (USA), Finale am 18. August
- Landesrekord: 50,71 s – Aliann Pompey (Guyana), 1. Halbfinale am 16. August

## Doping
Diese Disziplin war von zwei Dopingfällen belastet:
- Die zunächst siebtplatzierte Russin Anastassija Kapatschinskaja fiel bei Nachtests von Proben der Resultate von den Olympischen Spielen 2008 sowie den Weltmeisterschaften 2011 auf. Mit Turinabol und Stanozolol wurden bei ihr gleich zwei verbotene Substanzen gefunden. Sie erhielt eine nachträgliche vierjährige Sperre, die im betreffenden Zeitraum erzielten Resultate wurden gestrichen.[2]
- Die im Halbfinale ausgeschiedene Nigerianerin Amaka Ogoegbunam war die zweite Athletin bei diesen Weltmeisterschaften, die positiv getestet und nach Verzicht auf das Öffnen der B-Probe umgehend disqualifiziert wurde. Auch über 400 Meter Hürden war sie gestartet und dort ebenso im Halbfinale ausgeschieden.[3]

Es gab drei Athletinnen, die benachteiligt wurden.
- Eine im Halbfinale ausgeschiedene Athletin hätte über ihre Zeit am Finale teilnehmen dürfen:
  - Nicola Sanders, Großbritannien
- Zwei in der Vorrunde ausgeschiedene Läuferinnen wären über ihre Platzierungen im Halbfinale startberechtigt gewesen:
  - Chandrika Rasnayake, Sri Lanka
  - Fatou Bintou Fall, Senegal

## Vorrunde
Die Vorrunde wurde in sechs Läufen durchgeführt. Die ersten drei Athletinnen pro Lauf – hellblau unterlegt – sowie die darüber hinaus sechs zeitschnellsten Läuferinnen – hellgrün unterlegt – qualifizierten sich für das Viertelfinale.

### Vorlauf 1
15. August 2009, 13:05 Uhr
| Platz | Name               | Nation              | Zeit        |
| ----- | ------------------ | ------------------- | ----------- |
| 1     | Ljudmila Litwinowa | Russland            | 051,31 s    |
| 2     | Libania Grenot     | Italien             | 051,45 s    |
| 3     | Indira Terrero     | Kuba                | 051,98 s    |
| 4     | Tiandra Ponteen    | St. Kitts und Nevis | 052,54 s    |
| 5     | Christine Day      | Jamaika             | 053,13 s    |
| 6     | Marina Masljonko   | Kasachstan          | 054,38 s    |
| 7     | Phyo Thet Khin     | Myanmar             | 1:00,35 min |

### Vorlauf 2
15. August 2009, 13:12 Uhr
| Platz | Name                   | Nation                         | Zeit                             |
| ----- | ---------------------- | ------------------------------ | -------------------------------- |
| 1     | Novlene Williams-Mills | Jamaika                        | 51,55 s                          |
| 2     | Jessica Beard          | USA                            | 51,72 s                          |
| 3     | Sorina Nwachukwu       | Deutschland                    | 51,74 s                          |
| 4     | Kineke Alexander       | St. Vincent und die Grenadinen | 51,44 s                          |
| 5     | Joy Sakari             | Kenia                          | 52,88 s                          |
| 6     | Kia Davis              | Liberia                        | 56,85 s                          |
| DSQ   | Khoury Keita           | Mauretanien                    | IAAF Rule 163.3 – Bahnübertreten |

### Vorlauf 3
15. August 2009, 13:19 Uhr
| Platz | Name                    | Nation                       | Zeit    |
| ----- | ----------------------- | ---------------------------- | ------- |
| 1     | Amantle Montsho         | Botswana                     | 50,65 s |
| 2     | Shericka Williams       | Jamaika                      | 51,23 s |
| 3     | Solen Désert-Mariller   | Frankreich                   | 51,63 s |
| 4     | Folasade Abugan         | Nigeria                      | 51,70 s |
| 5     | Racheal Nachula         | Sambia                       | 53,21 s |
| DNF   | Nawal El Jack           | Sudan                        |         |
| DNS   | Evodie Lydie Saramandji | Zentralafrikanische Republik |         |

### Vorlauf 4
15. August 2009, 13:26 Uhr
| Platz | Name                  | Nation    | Zeit                                                |
| ----- | --------------------- | --------- | --------------------------------------------------- |
| 1     | Debbie Dunn           | USA       | 051,13 s                                            |
| 2     | Chandrika Rasnayake   | Sri Lanka | 053,68 s eigentlich für das Halbfinale qualifiziert |
| 3     | Fatou Bintou Fall     | Senegal   | 054,46 s eigentlich für das Halbfinale qualifiziert |
| 4     | Rozina Shafqat        | Pakistan  | 1:00,72 min                                         |
| DSQ   | Christine Amertil     | Bahamas   | IAAF Rule 163.3 – Bahnübertreten                    |
| DOP   | Antonina Kriwoschapka | Russland  | für das Halbfinale zugelassen                       |
| DOP   | Amaka Ogoegbunam      | Nigeria   | für das Halbfinale zugelassen                       |

### Vorlauf 5
15. August 2009, 13:33 Uhr
| Platz | Name               | Nation         | Zeit    |
| ----- | ------------------ | -------------- | ------- |
| 1     | Sanya Richards     | USA            | 51,06 s |
| 2     | Christine Ohuruogu | Großbritannien | 51,30 s |
| 3     | Aliann Pompey      | Guyana         | 51,38 s |
| 4     | Norma González     | Kolumbien      | 51,86 s |
| 5     | Makelesi Batimala  | Fidschi        | 54,65 s |
| 6     | Trish Bartholomew  | Grenada        | 54,89 s |
| 7     | Claudine Yemalin   | Benin          | 58,82 s |

### Vorlauf 6

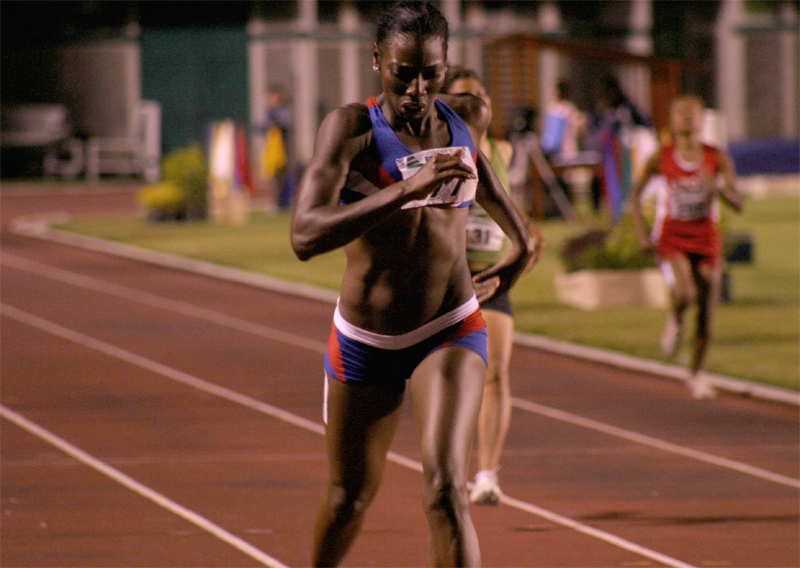
Sharolyn Scott – ausgeschieden als Sechste in 55,63 s

15. August 2009, 13:40 Uhr
| Platz | Name                  | Nation         | Zeit        |
| ----- | --------------------- | -------------- | ----------- |
| 1     | Antonina Kriwoschapka | Russland       | 051,03 s    |
| 2     | Nicola Sanders        | Großbritannien | 051,64 s    |
| 3     | Amy Mbacke Thiam      | Senegal        | 052,79 s    |
| 4     | Esther Akinsulie      | Kanada         | 053,21 s    |
| 5     | Asami Chiba           | Japan          | 053,30 s    |
| 6     | Sharolyn Scott        | Costa Rica     | 055,63 s    |
| 7     | Rania al-Qebali       | Jordanien      | 1:00,90 min |

## Halbfinale
Aus den drei Halbfinalläufen qualifizierten sich die jeweils ersten beiden Athletinnen – hellblau unterlegt – sowie die darüber hinaus zwei zeitschnellsten Läuferinnen – hellgrün unterlegt – für das Finale.

### Halbfinallauf 1

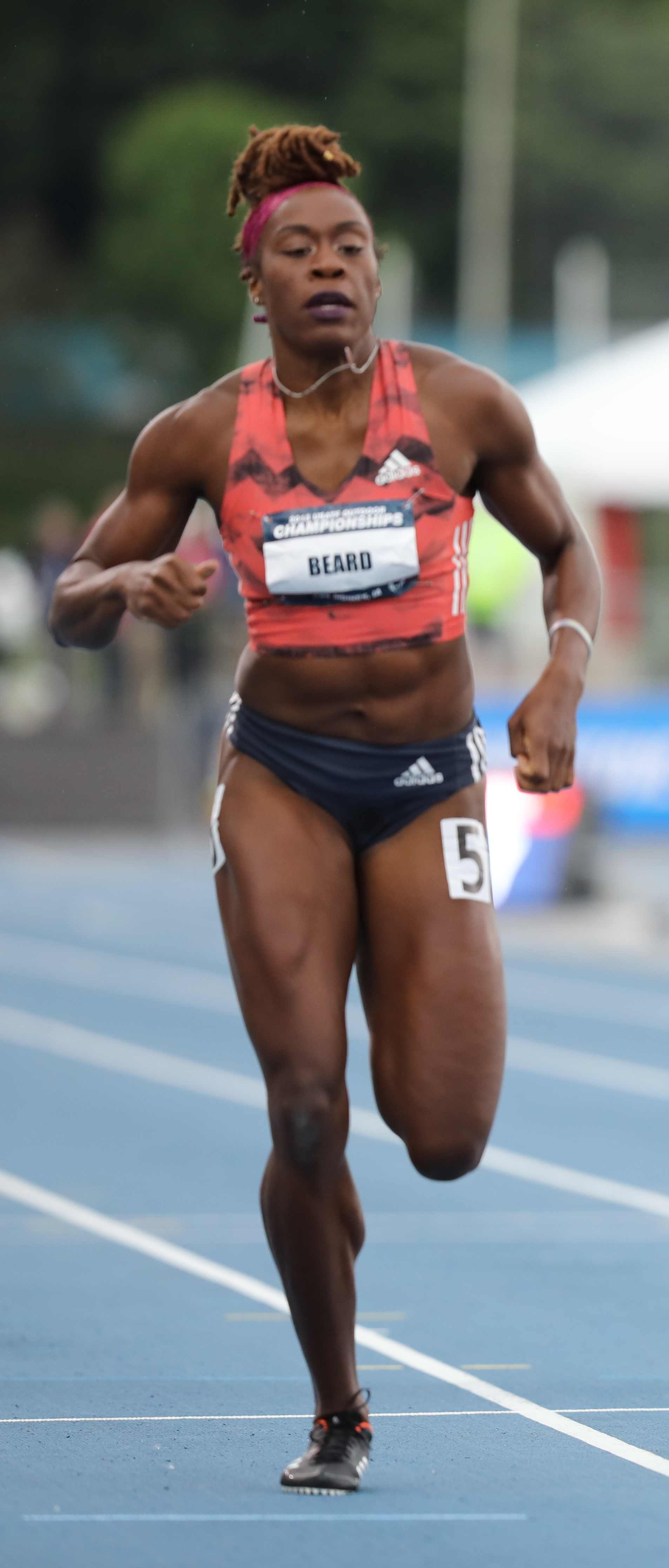
Jessica Beard – ausgeschieden als Vierte in 51,20 s

16. August 2009, 19:40 Uhr
| Platz | Name                        | Nation                         | Zeit (s)                  |
| ----- | --------------------------- | ------------------------------ | ------------------------- |
| 1     | Novlene Williams-Mills      | Jamaika                        | 49,88                     |
| 2     | Amantle Montsho             | Botswana                       | 49,89                     |
| 3     | Aliann Pompey               | Guyana                         | 50,71 NR                  |
| 4     | Jessica Beard               | USA                            | 51,20                     |
| 5     | Norma González              | Kolumbien                      | 51,91                     |
| 6     | Kineke Alexander            | St. Vincent und die Grenadinen | 53,43                     |
| DOP   | Anastassija Kapatschinskaja | Russland                       | für das Finale zugelassen |
| DOP   | Amaka Ogoegbunam            | Nigeria                        |                           |

### Halbfinallauf 2

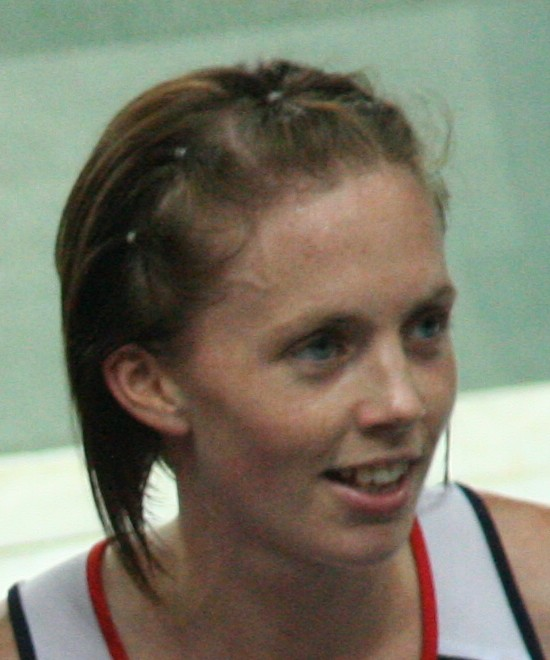
Nicola Sanders schied im Halbfinale aus, weil ihr eine gedopte Läuferin den Endlaufplatz wegnahm
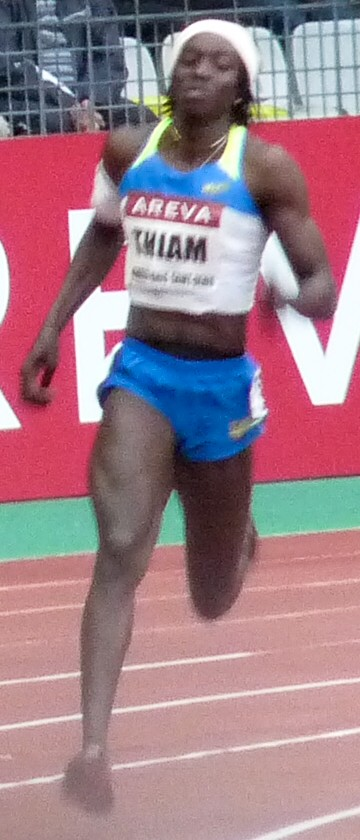
Die Weltmeisterin von 2005 Amy Mbacke Thiam scheiterte als Fünfte ihres Rennens in 51,70 s im Halbfinale

16. August 2009, 19:47 Uhr
| Platz | Name                  | Nation         | Zeit (s)                                     |
| ----- | --------------------- | -------------- | -------------------------------------------- |
| 1     | Shericka Williams     | Jamaika        | 49,51                                        |
| 2     | Antonina Kriwoschapka | Russland       | 49,67                                        |
| 3     | Debbie Dunn           | USA            | 49,95                                        |
| 4     | Nicola Sanders        | Großbritannien | 50,45 eigentlich für das Finale qualifiziert |
| 5     | Amy Mbacke Thiam      | Senegal        | 51,70                                        |
| 6     | Folasade Abugan       | Nigeria        | 51,75                                        |
| 7     | Joy Sakari            | Kenia          | 52,69                                        |
| 8     | Solen Désert-Mariller | Frankreich     | 53,26                                        |

### Halbfinallauf 3

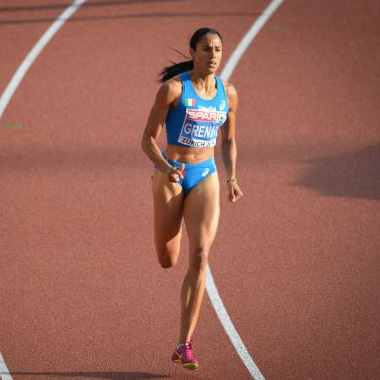
Libania Grenot – ausgeschieden als Vierte in 50,85 s
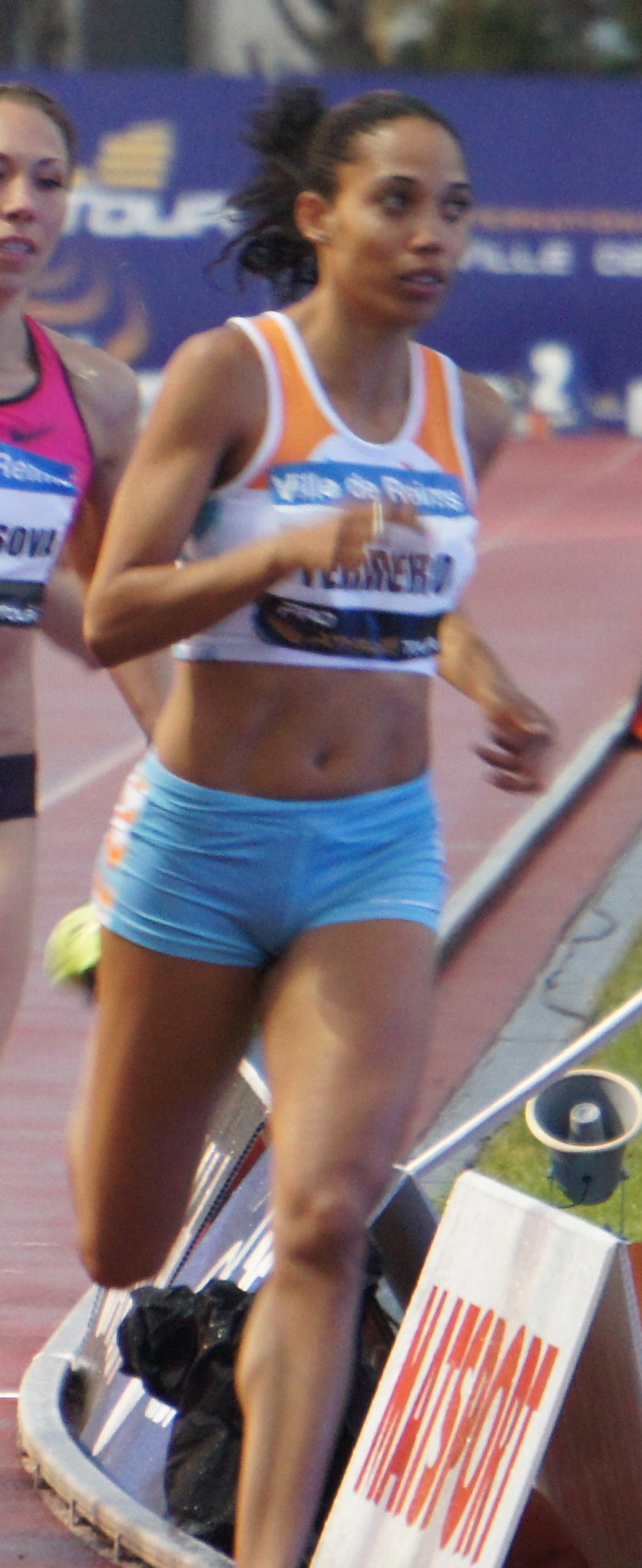
Indira Terrero – ausgeschieden als Fünfte in 51,87 s
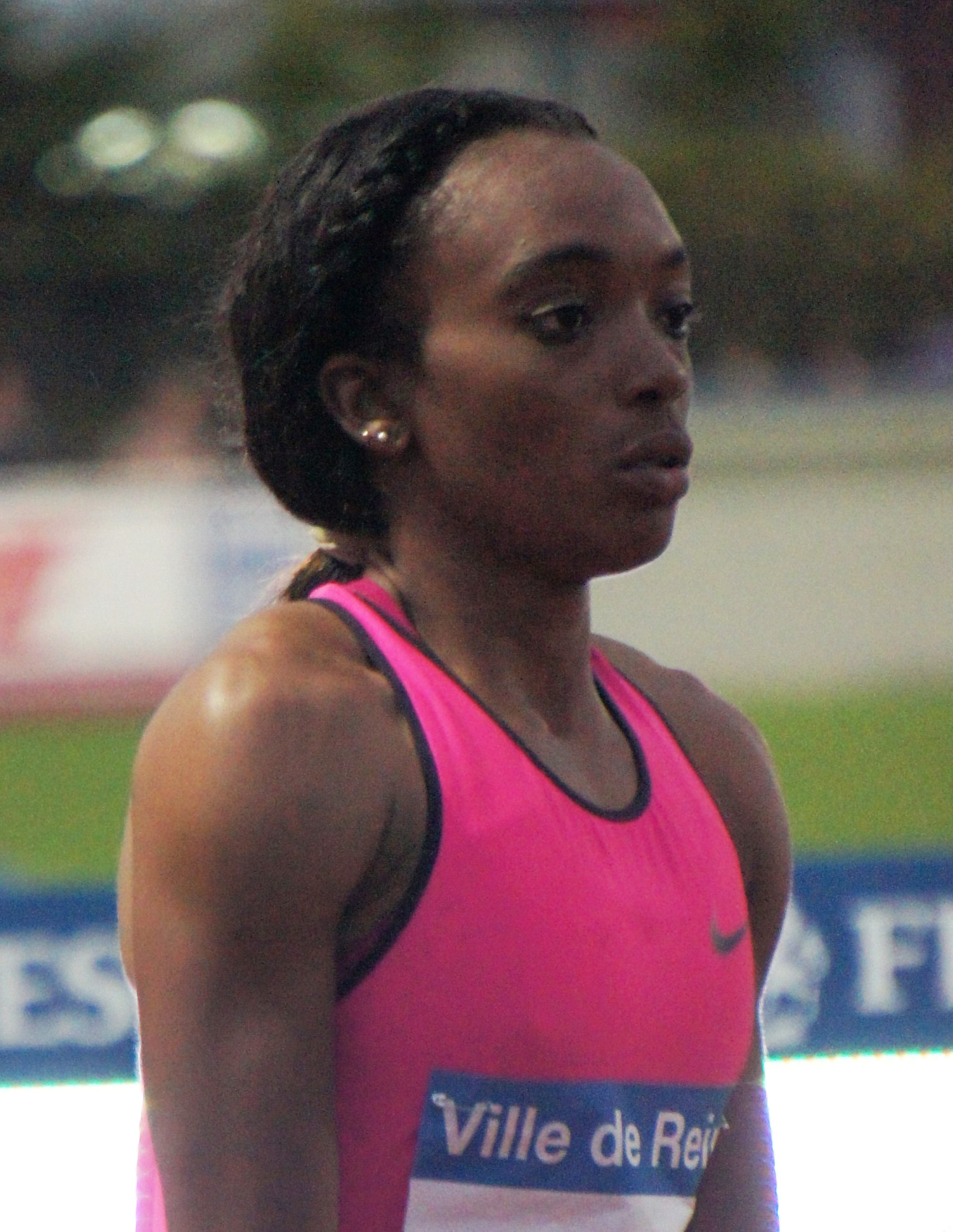
Christine Day – ausgeschieden als Achte in 53,46 s

16. August 2009, 19:54 Uhr
| Platz | Name               | Nation              | Zeit (s) |
| ----- | ------------------ | ------------------- | -------- |
| 1     | Sanya Richards     | USA                 | 50,21    |
| 2     | Christine Ohuruogu | Großbritannien      | 50,25    |
| 3     | Ljudmila Litwinowa | Russland            | 50,52    |
| 4     | Libania Grenot     | Italien             | 50,85    |
| 5     | Indira Terrero     | Kuba                | 51,87    |
| 6     | Sorina Nwachukwu   | Deutschland         | 51,98    |
| 7     | Tiandra Ponteen    | St. Kitts und Nevis | 53,22    |
| 8     | Christine Day      | Jamaika             | 53,46    |

## Finale

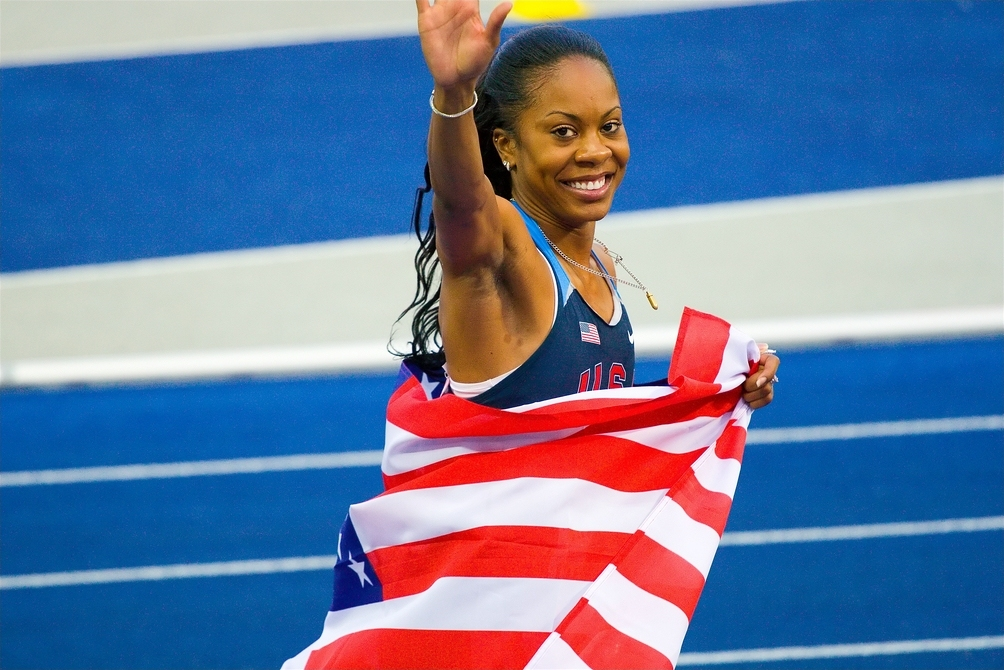
Sanya Richards – 2005 Vizeweltmeisterin, 2008 Olympiadritte und nun Weltmeisterin

18. August 2009, 19:35 Uhr
| Platz | Name                        | Nation         | Zeit (s) |
| ----- | --------------------------- | -------------- | -------- |
| 1     | Sanya Richards              | USA            | 49,00 WL |
| 2     | Shericka Williams           | Jamaika        | 49,32    |
| 3     | Antonina Kriwoschapka       | Russland       | 49,71    |
| 4     | Novlene Williams-Mills      | Jamaika        | 49,77    |
| 5     | Christine Ohuruogu          | Großbritannien | 50,21    |
| 6     | Debbie Dunn                 | USA            | 50,35    |
| 7     | Amantle Montsho             | Botswana       | 50,65    |
| DOP   | Anastassija Kapatschinskaja | Russland       |          |

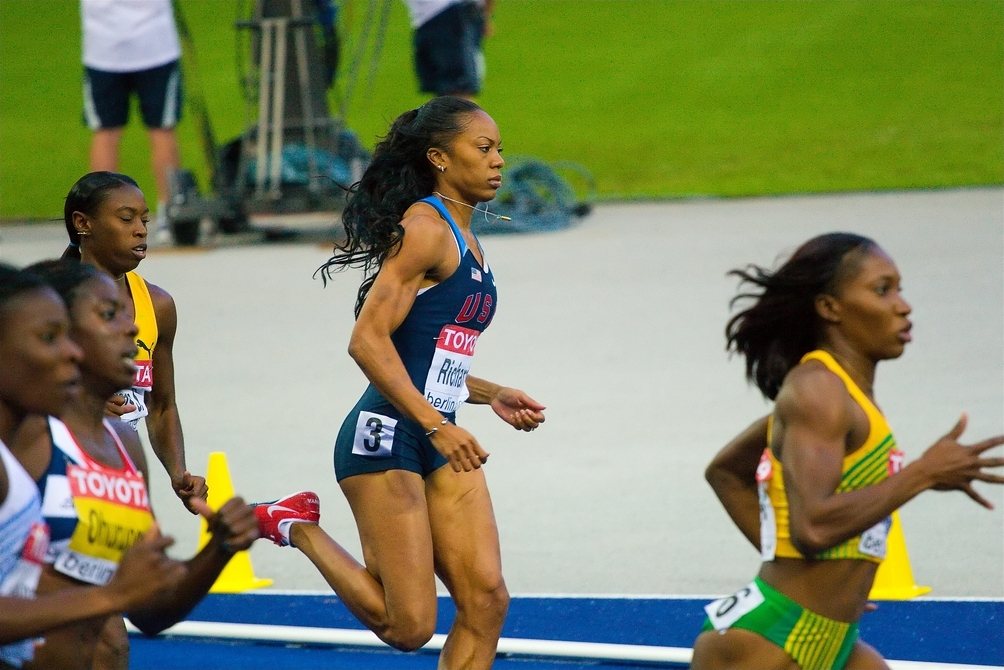
Die 400-Meter-Finalistinnen eingangs der Zielgeraden, in Führung Novlene Williams-Mills vor Sanya Richards, dahinter Christine Ohuruogu und Amantle Montsho (beide außen) sowie Shericka Williams
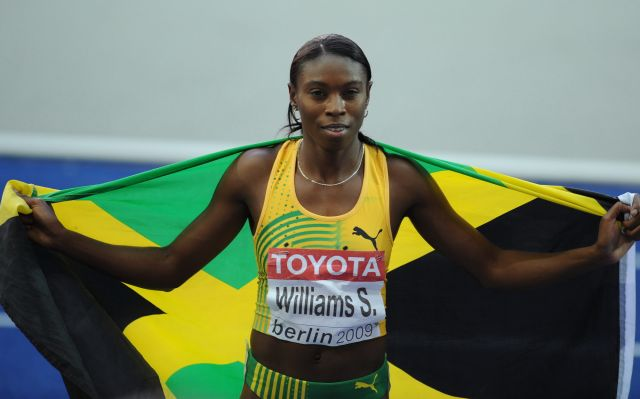
Vizeweltmeisterin wurde die Olympiazweite von 2008 Shericka Williams
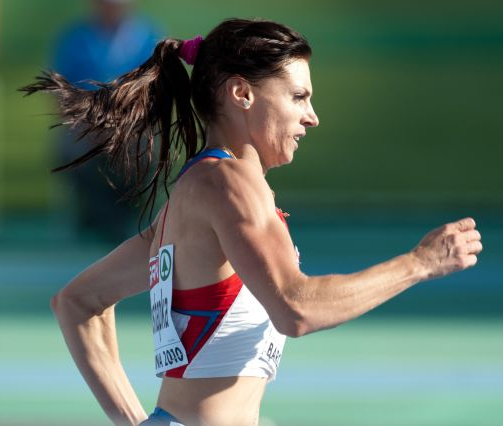
Bronzemedaillengewinnerin Antonina Kriwoschapka
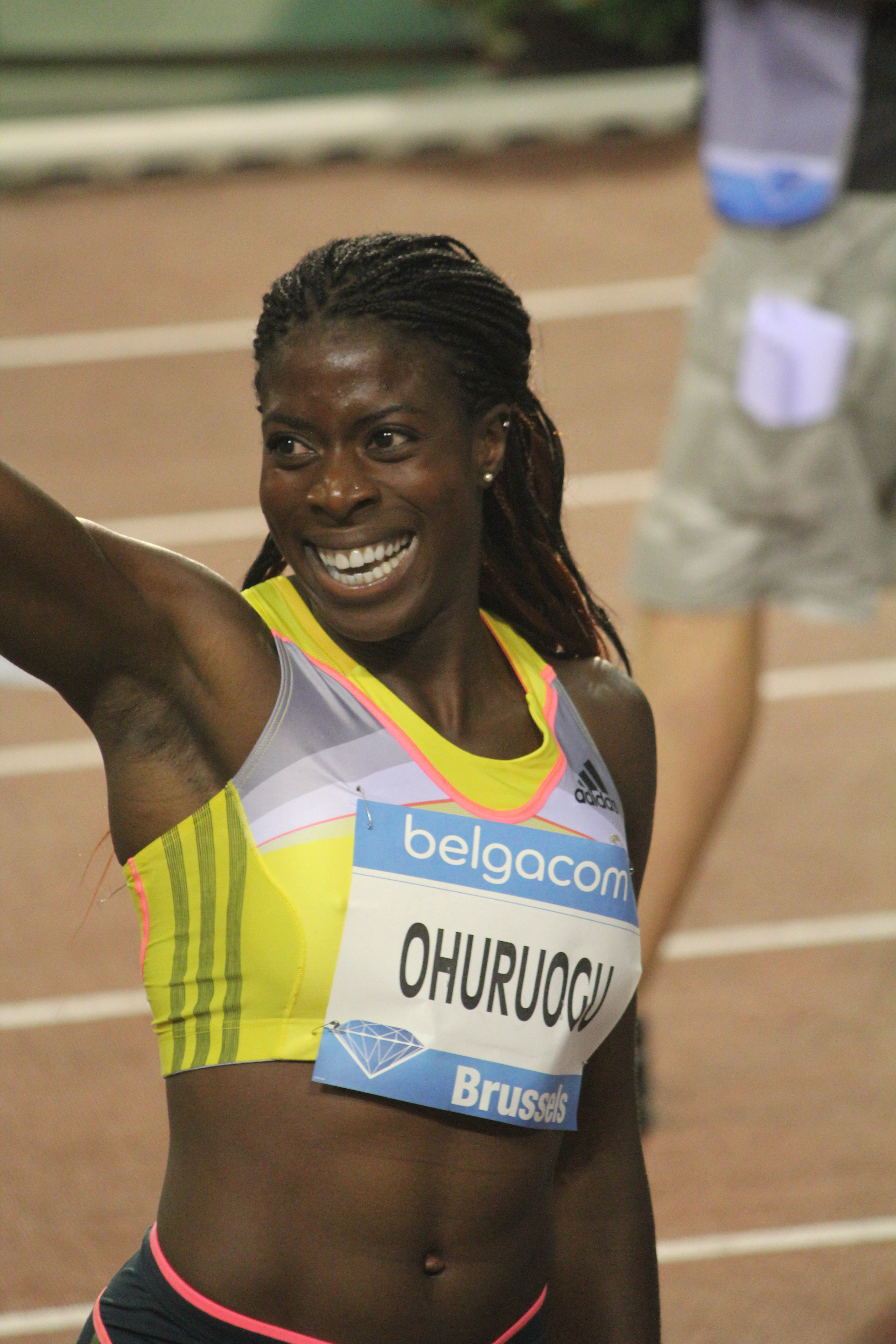
Rang vier für die Titelverteidigerin und aktuelle Olympiasiegerin Christine Ohuruogu
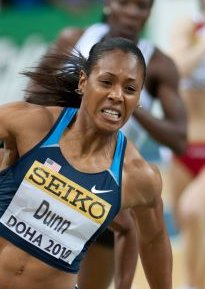
Debbie Dunn erreichte Platz sechs
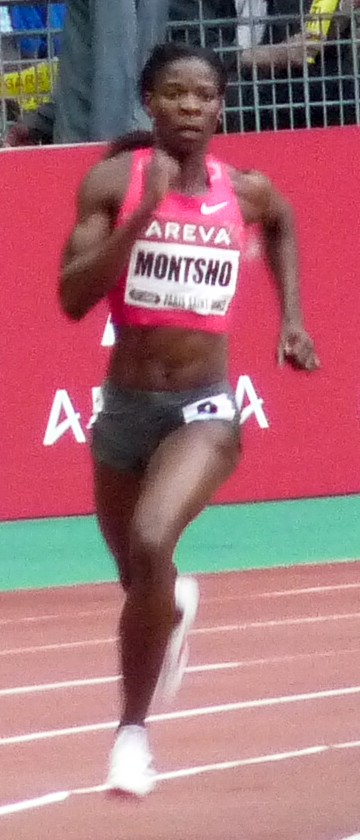
Amantle Montsho kam auf den siebten Platz
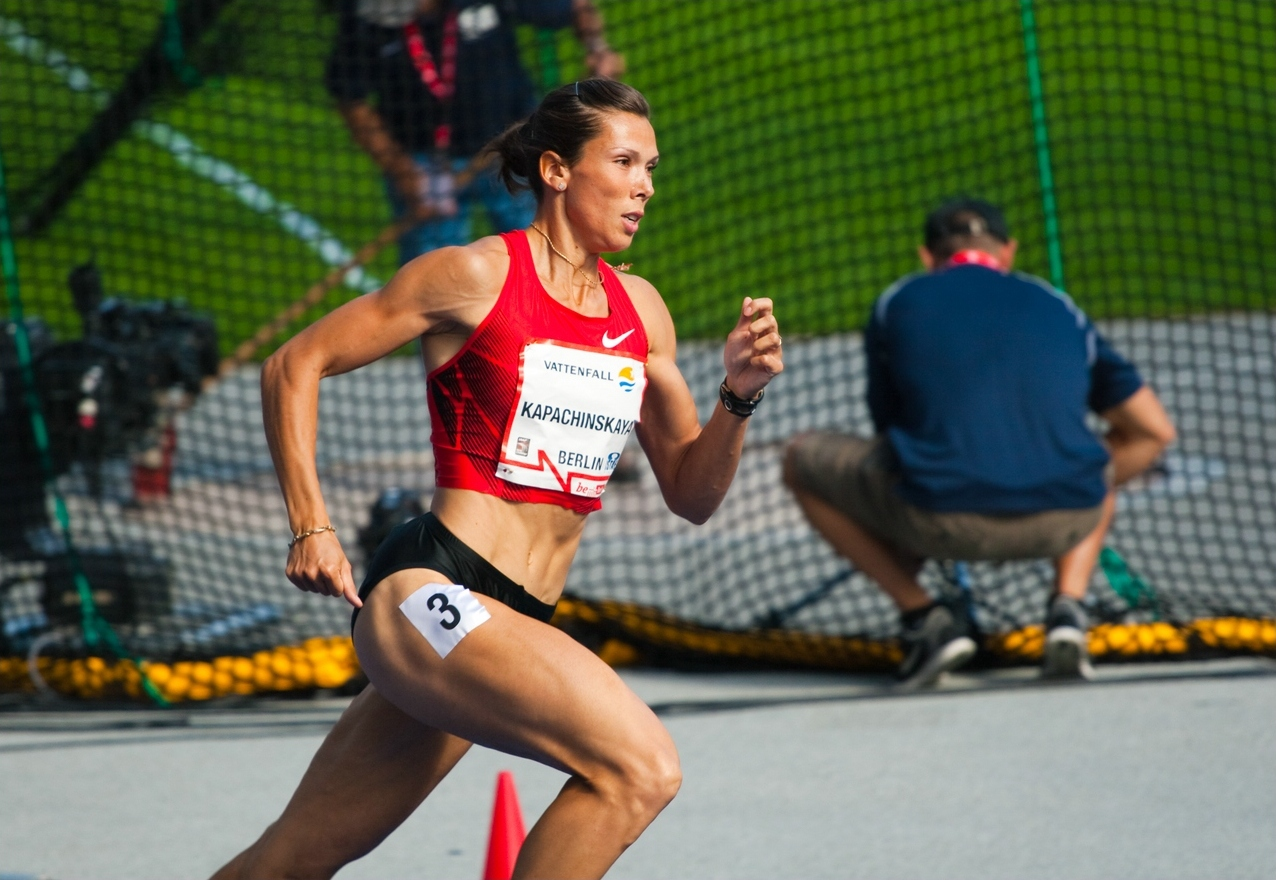
Anastassija Kapatschinskaja – disqualifiziert wegen Verstoßes gegen die Antidopingbestimmungen

## Video
- Women's 400m Final, Athletics World Championships 2009 in Berlin, Best Quality, youtube.com, abgerufen am 1. Dezember 2020